# بابک جباری
بابک جباری (فارسی: بابک جباری؛ زادهٔ ۱۰ اکتبر ۱۹۹۴) بازیکن فوتبال اهل ایران است.
از باشگاه‌هایی که در آن بازی کرده‌است می‌توان به باشگاه فوتبال استقلال تهران اشاره کرد.